# سباستین هوبر
سباستین هوبر (انگلیسی: Sebastian Huber; ۲۶ ژوئن ۱۹۰۱ – ۶ مارس ۱۹۸۵)از برندگان مدال‌های بازی‌های المپیک اهل آلمان بود.